# Такальфред, Микаэль
Микаэ́ль Такальфре́д (фр. Mickaël Tacalfred; 23 апреля 1981, Коломб, Франция) — гваделупский футболист, защитник клуба «Кормонрей». Выступал за сборную Гваделупы.

## Карьера

### Клубная
Микаэль Такальфред родился в пригороде Парижа и карьеру футболиста начал в столичном клубе «Ред Стар». За парижскую команду защитник играл с 1999 по 2001 год в Лиге Насьональ.
Летом 2001 года Такальфред перешёл в «Мартиг». 29 июля 2001 года в матче против «Ньора» футболист дебютировал в Дивизионе 2.
Сезон 2002/03 Микаэль Такальфред провёл в клубе третьего дивизиона «Руан», после чего вернулся во второй по силе футбольный дивизион Франции, став игроком «Анже».
За новую команду защитник впервые сыграл 9 августа 2003 года в матче с «Амьеном».
10 апреля 2004 года Такальфред забил первый гол в профессиональной карьере, поразив ворота Николя Душе из «Анже»
.
В 2004 году футболист перешёл в «Дижон» и до окончания сезона 2007/08 сыграл за команду в Лиге 2 129 матчей.
С лета 2008 года Такальфред выступает за «Реймс». По итогам сезона 2011/12 «Реймс» вышел в Лигу 1 и 12 августа 2012 года защитник провёл первый в карьере матч в высшем дивизионе Франции
.

### В сборной
С 2007 по 2011 год Микаэль Такальфред выступал за сборную Гваделупы. В 2007, 2009 и 2011 годах защитник попадал в заявку сборной на Золотой кубок КОНКАКАФ. В общей сложности на трёх турнирах футболист сыграл за команду 10 матчей, а в 2007 году стал полуфиналистом континентального первенства.